# مايك مولفي
مايك مولفي (بالإنجليزية: Mike Mulvey)‏ هو لاعب كرة قدم ومدرب كرة قدم أسترالي، ولد في 25 فبراير 1963 في مانشستر في المملكة المتحدة. لعب مع كوينزلاند ليونز ونادي ترغكانو.

## وصلات خارجية
- مايك مولفي على موقع قاعدة بيانات كرة القدم.إي يو (الإنجليزية)
- مايك مولفي على موقع عالم كرة القدم.نت (الإنجليزية)